# Tirreni
Tirreni (dialetto attico: Τυῤῥηνοί - Tyrrhēnói) o Tirseni (ionico: Τυρσηνοί - Tyrsēnói; dorico: Τυρσανοί - Tyrsānói) è un esonimo usato dagli autori Greci per riferirsi, in senso generico, a popoli non Greci, e a pirati barbari. È, inoltre, il nome con il quale i Greci chiamavano gli Etruschi, i quali, invece, chiamavano se stessi Rasenna (in alfabeto etrusco 𐌀𐌍𐌍𐌄𐌔𐌀𐌓). Con il termine "Tirreni" dagli scrittori antichi venivano designate talora anche altre etnie dell'Italia centro-occidentale, come i Latini.

## Prime attestazioni dei tirreni
L'origine del nome è incerta. È conosciuto per essere stato usato da più autori greci, ma apparentemente non è di origine greca. È stato messo in relazione con τύρσις - túrsis, altro prestito "mediterraneo" nel greco, con il significato di "torre", mentre è stato ipotizzato da Françoise Bader che Tyrsenoi/Tyrrhenoi derivi dall’antichissima radice indoeuropea *trh che indica "attraversare". È stato anche messo in relazione con Tusci, l'esonimo latino per Etruschi, da Turs-ci.
Le prime attestazioni si trovano nella Teogonia di Esiodo (VIII-VII secolo a.C.) e nell'Inno omerico a Dioniso (VII-VI secolo a.C.).
Nella Teogonia di Esiodo (VIII-VII secolo a.C.):
(Esiodo, Teogonia, 1011-1016)
Nell'Inno omerico a Dioniso (VII-VI secolo a.C.):
(Inno omerico a Dioniso (Hymn. Hom. VII))
I Tirreni vengono definiti pirati nuovamente da Eforo di Cuma riportato da Strabone. Le azioni di pirateria dei Tirreni non avrebbero permesso ai Greci di fondare le loro colonie in Sicilia prima dell'VIII secolo a.C.
(Eforo di Cuma in Strabone, Geografia, VI, 2, 2)

## Attestazioni successive
Un'altra ipotesi è basata su un racconto di Erodoto della seconda metà del V secolo a.C., oltre due secoli dopo la prima attestazione nella Teogonia di Esiodo. Erodoto riporta un racconto lidio secondo il quale Tirreno era figlio del re lido Atys e che a causa della carestia che affliggeva la Lidia, il re divise in due il popolo e ne esiliò una delle due parti, affidandola al figlio Tirreno. Questi si stabilirono in terra umbra e presero il nome di Tirreni, dal nome del figlio del re che li aveva guidati.
Sin dall'antichità sono stati sollevati dubbi sulla veridicità storica del racconto riportato da Erodoto. Di questa origine lidia dei Tirreni riferita da Erodoto niente sapeva il suo contemporaneo Xanto di Lidia, nativo di Sardi e grande conoscitore della storia dei Lidi. 
(Dionigi di Alicarnasso, Antichità Romane, 1. 28. 2)
Il consenso tra gli studiosi moderni è che il racconto erodoteo si basi su una tradizione creata tra la fine del VI secolo a.C. e l'inizio del V secolo a.C., e che, come tutte le versioni della storiografia greca sull'origine degli Etruschi, sia da considerare una costruzione narrativa artificiosa, elaborata in ambienti ellenici o ellenizzati anche per scopi di natura politica, e non vada pertanto considerata alla stregua di un documento storico.